# Металлы как горючее
Металлы как ракетное горючее, используемые в ракетных топливах, относятся в основном ко второму периоду периодической системы элементов, и только некоторые из них — к третьему. Добавка циркония приводит к большой плотности топлива, но уменьшает удельную тягу. С точки зрения безопасности бор не вызывает никаких затруднений, алюминий и магний имеют малую огнеопасность, литий и цирконий наиболее огнеопасны, а при работе с бериллием необходимо принимать особые меры вследствие его токсичности.

## Литий
Мягкий металл серебристо-белого цвета. Из всех щелочных металлов он имеет наиболее высокую разницу температур плавления и кипения, и соответственно наибольшую область существования в жидком состоянии. Благодаря последнему свойству литий считается особенно ценным металлическим теплоносителем, применяемым при охлаждении, поскольку его удельная теплоемкость также необычно высока. Таким образом, литий можно применять как жидкое горючее при условии, что имеется источник энергии для первоначального расплавления металла.
Металлический литий получают путём электролиза расплавленного хлорида лития или его раствора в органическом растворителе, поскольку при электролизе водного раствора образуется гидроксид лития.
Реакции металлического лития протекают менее бурно, чем реакции других щелочных металлов, так как литий наименее электроположителен, но он все же весьма огнеопасен. Литий бурно реагирует с водой и кислотами с выделением газообразного водорода. Если литий не нагреть, то при действии воздуха или кислорода он лишь тускнеет.
Остальные щелочные металлы не особенно пригодны в качестве компонентов ракетных топлив вследствие их высокой реакционной способности и большого молекулярного веса. Исключение составляет цезий, который благодаря своему низкому потенциалу ионизации нашёл применение в электростатических двигателях.

## Бериллий
Может быть полезен вследствие высокой теплоты сгорания. Бериллий — твердый, хрупкий, легкий металл серого цвета. Широко применяется в ядерной технике, поскольку хорошо замедляет нейтроны, а также в металлургии как антиоксидант и как легирующая добавка для меди и медных сплавов.
Основной бериллиевой рудой является берилл Be3Al2(SiO3)6.
Берилл вскрывают, превращая его в двойной фторид бериллия и калия, который затем восстанавливают до металла путём электролиза или металлическим магнием. Металлический бериллий, как и литий, можно получать электролизом расплавленного хлорида, но для придания расплаву большей электропроводности в него необходимо добавлять некоторое количество NaCl, так как соли бериллия обладают высокой ковалентностью.
Бериллий довольно устойчив и не очень реакционноспособен. Основную опасность при работе с ним представляет токсичность бериллиевых соединений. Все простые соединения, например BeF2, BeO, Be(OH)2, BeSO4, BeCl2 и др., опасны, так как вызывают хроническую пневмонию (воспаление легких). Минерал берилл, по-видимому, нетоксичен; токсичность свободного металла сомнительна. Предельно допустимые концентрации бериллия в воздухе, установленные Комиссией по атомной энергии США и Американской ассоциацией промышленной гигиены, составляют 2 мкг/м³ в среднем в течение рабочего дня, 25 мкг/м³ при кратковременной работе и 0,01 мкг/м³ в качестве среднемесячной дозы в атмосфере вблизи бериллиевого завода или лаборатории. Возможно, что цифра 2 мкг/м³ слишком занижена, но предельно допустимая концентрация 25 мкг/м³ установлена вполне надежно.

## Магний
Находит небольшое применение в ракетных топливах, но его широко используют в воспламенителях и других пиротехнических устройствах, а также как легирующую добавку. Более тяжелые щелочноземельные металлы вообще не применяются в ракетных топливах, так как молекулярные веса продуктов сгорания были бы слишком высоки. Магний более реакционноспособен, чем бериллий; тонкий порошок магния огнеопасен, но на воздухе не самовоспламеняется. Металлический магний легко воспламеняется ниже температуры плавления, поэтому его сгорание происходит в паровой фазе.

## Бор (неметалл)
Часто применялся в ракетных топливах, но он имеет недостатки, обусловленные низкой эффективностью горения. Помимо ракетных топлив, бор широко применяется в воспламенителях и для защиты от нейтронов. Бор встречается в важных месторождениях в виде борной кислоты или боратов. Получают этот элемент восстановлением B2O3 металлическим магнием, но степень чистоты обычно не превышает 95—98 %. Кристаллический бор исключительно инертен. Если нагреть бор до 700 °C, то он загорается и горит красноватым пламенем, превращаясь в борный ангидрид и выделяя большое количество тепла. На него не действуют кипящие соляная (HCl) и плавиковая (HF) кислоты. Тонко измельчённый бор лишь медленно окисляется горячей концентрированной азотной кислотой HNO3. Именно слабой реакционной способностью бора можно объяснить невысокую эффективность горения.

## Алюминий
Широко применяется в твердых ракетных топливах, а также как легирующая добавка. Он встречается в виде минерала боксита — гидратированной окиси. Получают алюминий методом Холла, который состоит в растворении очищенной окиси алюминия в расплавленном криолите при 800—1000 °C и последующем электролизе. Алюминий — твердый, прочный металл серебристо-белого цвета с высоким окислительным потенциалом, но устойчивый к окислению вследствие образования защитной окисной плёнки. Этот металл нереакционноспособен, но в порошкообразном виде образует с воздухом воспламеняющиеся и взрывчатые смеси, поэтому его необходимо изолировать от источника искры. Если порошок алюминия сильно нагреть, то он воспламеняется и сгорает ослепительным белым пламенем, образуя окись алюминия. Горение происходит чрезвычайно быстро.

## Цирконий
Может найти применение в ракетных топливах благодаря своей высокой плотности. он встречается в виде минералов бадделеита ZrO2 и циркона ZrSiO4. Извлекают его способом Кроля, разработанным для титана. Минералы вскрывают путём обработки углеродом и хлором при температуре красного каления. В результате получают тетрахлорид циркония ZrCl4, который восстанавливают затем расплавленным металлическим магнием в атмосфере аргона при 800 °C.
Сухой циркониевый порошок весьма реакционноспособен и имеет низкую температуру воспламенения (180—195 °C). Он может воспламеняться под действием тепла, статического электричества или просто трения, поэтому обычно его хранят в виде влажной пасты.